# Conne-de-Labarde
Conne-de-Labarde – miejscowość i gmina we Francji, w regionie Nowa Akwitania, w departamencie Dordogne.
Według danych na rok 1990 gminę zamieszkiwało 191 osób, a gęstość zaludnienia wynosiła 19 osób/km² (wśród 2290 gmin Akwitanii Conne-de-Labarde plasuje się na 986. miejscu pod względem liczby ludności, natomiast pod względem powierzchni na miejscu 1059.).